# Pico do Jabre
Pico do Jabre (portugisiska: Pico de Sabre) är en kulle i Brasilien.   Den ligger i kommunen Maturéia och delstaten Paraíba, i den östra delen av landet, 1 500 km nordost om huvudstaden Brasília. Toppen på Pico do Jabre är 1 187 meter över havet.
Terrängen runt Pico do Jabre är kuperad åt nordväst, men åt sydost är den platt. Pico do Jabre är den högsta punkten i trakten. Runt Pico do Jabre är det ganska tätbefolkat, med 62 invånare per kvadratkilometer.. Närmaste större samhälle är Teixeira, 14,7 km öster om Pico do Jabre.
Omgivningarna runt Pico do Jabre är huvudsakligen savann.